# Клиническая картина чумы
Клиническая картина чумы дифференцирована в зависимости от способа заражения пациента.
Как правило, выделяют следующие формы протекания болезни:
- Локальная форма (кожная, бубонная и кожно-бубонная) — в такой форме чумный микроб во внешнюю среду практически не попадает (хотя инфекция может передаваться укусившим больного блохам и даже клопам).
- Генерализованная форма (первично и вторично-септическая) с повышенным рассеиванием микроба во внешнюю среду, первично-лёгочная, вторично-лёгочная и кишечная с обильным выбросом микроба.

При этом кишечная форма чумы выделяется исключительно как осложнение других форм данного заболевания и, как правило, не присутствует в классификации форм протекания болезни.
Инкубационный период чумы составляет от 72 до 150 часов, в большей части случаев не превышая трёх суток. В исключительных случаях при ряде форм заболевания возможно его сокращение до нескольких часов.
Особенностью заболевания является его картина развития. Признаки заболевания проявляются внезапно, без предварительных симптомов первичного развития. Как правило, не наблюдается озноб и слабость, повышение температуры до +39 — +40 градусов происходит внезапно, больной испытывает сильные головные боли, зачастую приступы рвотных позывов. Фиксируется покраснение (гиперемия) лица, конъюнктивы век и глазного яблока, мышечные боли, чувство разбитости.
Характерные признаки заболевания: белый налет на поверхности языка, значительно расширенные ноздри, заметная сухость губ. Как правило, наблюдается повышение температуры кожного покрова, её сухость, возможно проявление сыпи, однако в некоторых случаях (в частности, при сердечной слабости) возможно внешнее проявление пота при относительно холодной коже больного. Особенностью чумы является постоянное чувство жажды у пациента.
Заболевание отличает высокая степень поражения центральной нервной системы больного вследствие сильной интоксикации, результатом чего является бессонница, либо возбуждение. В ряде случаев присутствует бред (иногда эротический), и потеря координации движений. Характерны беспокойство, суетливость, повышенная подвижность больного. В ряде случаев фиксируется нарушение пищеварения, затруднения мочеиспускания и болезненность живота при непосредственном контакте. Как правило, в крови у пациента будет зафиксирован полинуклеарный лейкоцитоз от двадцати до пятидесяти тысяч со сдвигом формулы крови влево при незначительном изменении со стороны крови, нормальном количестве эритроцитов и гемоглобина, ускоренной СОЭ. Гибель пациента вызывает сильный сепсис и выраженная токсинемия.
Клиническую форму заболевания чумой формируют не его симптомы, а как правило, случаи местного поражения больного, а именно проявления бубонной, септической и, реже, лёгочной чумы.

## Кожная форма чумы
Проникновение микроба чумы через кожу первичной реакции не вызывает, лишь в 3 % случаев присутствует покраснение и уплотнение кожи при заметной болезненности. При этом первичное покраснение-папула превращается в везикулу и пустулу, после чего болезненность снижается, затем внешние признаки более не проявляются. Однако воспалительный процесс прогрессирует, возникает карбункул, переходящий в язву, которая по факту заживления формирует рубец. В некоторых случаях при поражении лимфатических узлов фиксируется бубонная форма чумы.

## Кожно-бубонная форма чумы
Кожно-бубонная форма чумы фиксируется при проникновении микроба кожным путём. Проникший под кожный покров микроб чумы с потоком лимфы заносится в лимфатический узел больного, вызывая воспалительный процесс, перетекающий на близлежащие ткани, создавая так называемый бубон, довольно болезненный при пальпации. При этом воспалительные процессы снижаются.

## Бубонная форма чумы

Бубонная форма чумы

Бубонная форма чумы характерна отсутствием реакции на месте внедрения микроба, в отличие от кожной формы. Симптомы обнаруживаются на лимфатических узлах пациента, чаще всего замечены паховые и бедренные бубоны, реже — подмышечные и шейные.

Первый признак бубонной чумы — резкая болезненность на месте развивающегося бубона, которая отмечается как при движении, так и в покое. В первичной стадии чумы в очаге бубона можно прощупать отдельные гипертрофированные лимфатические узлы. Затем бубон синтезируется с окружающими тканями в единое образование, таким образом, являясь важным признаком бубона чумы. При прощупывании единого бубона ощущается опухоль, плотная лишь в своём центре, расположении лимфатических узлов. Кожа в районе бубона приобретает красные оттенки, в центре может перетечь в синеву.

Важно заметить, что размер бубона характеризует течение болезни: при доброкачественном течении бубон получает развитие и достигает размеров куриного яйца и более, фаза воспалительного процесса занимает около шести-восьми дней. Затем происходит нагноение и рассасывание, склероз бубона. Напротив, при тяжёлом течении чумы бубон не развивается, микроб преодолевает границы лимфоузлов, с помощью потока лимфы получая распространение по организму, что может повлечь летальный исход без специальной терапии. Следует отметить, что негативного процесса, как правило, удаётся избежать, применяя антибиотики, вызвав рассасывание бубона, избегая распространения микроба.

Диагностическое значение имеет несоответствие температурной реакции организма частоте пульса больного, поскольку пульс достигает 140 ударов в минуту, отмечается аритмия. Как правило, снижается максимальное кровяное давление. В критичных случаях максимальное давление занижено до отметки 90—80, минимальное — до 45—40. В настоящее время больные бубонной формой чумы погибают крайне редко, что достигается применением антибиотиков, однако, бубонная форма чумы может вызывать как осложнение чумную пневмонию, что неблагоприятно сказывается на течении болезни и создаёт большую опасность распространения чумного микроба воздушно-капельным путём. Обособленной формой осложнения является менингит, для которого характерны сильная головная боль, болезненная напряжённость мышц затылка, поражение черепно-мозговых нервов и симптом Кернига положительного типа, не исключены конвульсии. У беременных женщин не исключены аборт либо преждевременные роды.

## Септическая форма чумы

Септическая форма чумы с поражением конечностей

При первично-септической форме чумы микроб проникает кожным путём либо через слизистые оболочки, что связано с высокой вирулентностью микроба, его массивной заражающей дозой и невысокой сопротивляемостью организма больного. Это позволяет возбудителю проникнуть в кровь пациента без каких-либо заметных внешних изменений, преодолев защитные механизмы организма. Первичным признаком заболевания является высокая отметка температуры пациента, причём повышение фиксируется неожиданно для больного. Сопровождается одышкой, учащённым пульсом, бредом, адинамией, прострацией. Не исключено проявление характерной сыпи на коже больного. При отсутствии лечения в течение двух-четырёх дней наступает летальный исход. В исключительных случаях при негативных условиях замечен летальный исход в течение суток, так называемая «молниеносная форма чумы», причём без каких-либо характерных клинических признаков.
Вторично-септическая чума развивается в случае летального исхода в терминальном периоде всех других форм болезни. При этом развивается бактериемия, которая имеет существенное эпидемиологическое значение, так как делает возможной дальнейшую передачу инфекции контактным или трансмиссивным путём.

## Лёгочная форма чумы
Лёгочная форма чумы является первичной пневмонией и развивается при заражении человека воздушно-капельным путём его органов дыхания.

Другой способ заражения — непосредственное нанесение инфекции загрязненными руками или предметами (например, курительная трубка) на слизистые оболочки. Клинические данные указывают также на возможность заражения через конъюнктиву глаз. Для лёгочной формы характерно развитие в лёгких очагов воспаления в качестве первичных симптомов заболевания чумой. Существует две стадии лёгочной чумы. Для первой стадии характерно преобладание общих чумных симптомов, во второй стадии лёгочной формы присутствуют резкие изменения лёгких больного. В данной форме болезни присутствует период лихорадочного возбуждения, период разгара болезни и терминальный период с прогрессирующей одышкой и комой. Наиболее опасен период, для которого характерно выделение во внешнюю среду микробов — второй период заболевания, имеющий критическое эпидемическое значение.

В первые сутки болезни у пациента лёгочной формой чумы фиксируют озноб, головные боли, боли в пояснице, конечностях, слабость, часто тошноту и рвоту, покраснение и одутловатость лица, повышение температуры до отметок в +39 — +41 градус, боли и чувство сжатия в груди, затрудненность дыхания, беспокойность, учащённый и зачастую аритмичный пульс. Затем, как правило, присутствуют учащённое дыхание и одышка. В агональном периоде замечены поверхностное дыхание и резко выраженная адинамия. Фиксируется слабый кашель, мокрота содержит прожилки крови и значительное количество чумных микробов.

При этом, изредка, мокрота отсутствует либо имеет нетипичный характер. Для клиники чумной пневмонии характерна выраженная скудность объективных данных у больных, не сопоставимая с объективно тяжёлым состоянием пациентов, изменения лёгких практически отсутствуют, либо незначительны на всех стадиях заболевания. Хрипы практически не прослушиваются, бронхиальное дыхание слышно лишь на ограниченных участках. Больные первичной лёгочной формой чумы без необходимого лечения погибают в течение двух-трёх дней, при этом характерна почти абсолютная (98-100 %) летальность и стремительное течение заболевания.

## Диагностика
Диагностика типичных случаев заболевания чумой во время эпидемии или эпизоотии не представляет затруднений, однако первые случаи выявляются затруднительно. Заболевание чумой следует дифференцировать от ряда инфекционных болезней, имеющих сходную с заболеванием чумой клиническую картину, к примеру, туляремии, сибирской язвы, туберкулеза, сыпного тифа, пневмонии, лимфаденитов.
К примеру, поражения кожи при заболевании чумой сходны с таковыми при сибирской язве, однако в случае сибирской язвы проявляется локализация первичных повреждений, прежде всего, на открытых частях тела, отсутствие болезненности околоязвенной области и столь высокой температуры тела, наличие отечности и тёмный цвет струпа, менее выраженная общая реакция организма.
Более трудно диагностируется лёгочная форма чумы, которую довольно легко принять за гриппозную или крупозную пневмонию, лёгочную форму сибирской язвы либо туберкулез. Однако мокрота при крупозной пневмонии имеет коричнево-ржавый цвет, её количество значительно меньше, структура более вязкая. При крупозной пневмонии присутствует герпес и ряд характерных симптомов. Для гриппозных пневмоний характерны слизистая или гнойная мокрота, ринит и наличие герпеса. Лёгочную форму сибирской язвы можно отличить за счёт более выраженных объективных данных, поражений лёгких, катаральных явлений.
В то же время септическая форма чумы клинически практически не поддается однозначной диагностике. Возможны ошибки при её дифференцировании от сыпного тифа. Однако, последний имеет более длительное течение болезни и сроки появления характерной сыпи. Несмотря на некоторую возможность определения, гарантированный эффект даёт лишь бактериологический или серологический анализ.

## Современные методики диагностики и профилактики
- В настоящее время на территории Российской Федерации действуют «Инструктивно-методические указания по диагностике, лечению и профилактике чумы», утверждённые Минздравом СССР 14 сентября 1976 года.
- Санитарно-эпидемиологические правила СП 3.1.7.1380-03 от 06.VI.2003, утверждённые Постановлением Главного государственного санитарного врача в части «Профилактика чумы».
- Ряд приказов по диагностике и профилактике чумы на территории РФ.